# Hubert Schleichert
Hubert Schleichert (* 30. Juli 1935 in Wien; † 13. September 2020 in München) war ein österreichischer Philosoph.
Hubert Schleichert wurde 1957 promoviert, habilitierte sich 1968, hatte mehrere Gastdozenturen an Universitäten in Berlin, Marburg und Graz inne und war von 1973 bis zu seiner Emeritierung Professor an der Universität Konstanz.
Zu seinen Forschungsschwerpunkten zählten die Politische Philosophie, die  Argumentationstheorie sowie außereuropäische, insbesondere chinesische Philosophie.

## Werke
- mit Béla Juhos: Die erkenntnislogischen Grundlagen der klassischen Physik. Duncker & Humblot, Berlin 1963, ISBN 3-428-00737-9
- Elemente der physikalischen Semantik. Oldenbourg, München/Wien 1966
- Logik und Denken. Vortrag. Druckerei und Verlagsanstalt Konstanz / Universitätsverlag, Konstanz 1970, ISBN 3-87940-005-9
- (Hg.): Logischer Empirismus, der Wiener Kreis. Ausgewählte Texte mit einer Einleitung. Fink, München 1975
- Klassische Chinesische Philosophie. Eine Einführung. Klostermann, Frankfurt 1980, ISBN 3-465-01404-9; 2. vollkommen neu bearbeitete Auflage 1990, ISBN 3-465-02259-9
- Der Begriff des Bewußtseins. Eine Bedeutungsanalyse. Klostermann, Frankfurt 1992, ISBN 3-465-02551-2
- Wie man mit Fundamentalisten diskutiert, ohne den Verstand zu verlieren. Anleitung zum subversiven Denken. Beck, München 1997, ISBN 3-406-51124-4
  - Rezension von Franz Sippel in MIZ. Materialien zur Zeit. Politisches Magazin für Konfessionslose und AtheistInnen, Nr. 3/97
  - Wie man mit Fundamentalisten diskutiert, ohne den Verstand zu verlieren. C.H. Beck, 8. Auflage 2016, ISBN 978-3-406-68627-6
- (Hg.): Von Platon bis Wittgenstein. Ein philosophisches Lesebuch. Beck, München 1998, ISBN 3-406-42145-8
- mit Elisabeth Leinfellner: Fritz Mauthner. Das Werk eines kritischen Denkers. Böhlau, Wien/Köln/Weimar 1999, ISBN 3-205-98433-1
- mit Heiner Roetz: Klassische Chinesische Philosophie. Eine Einführung. Klostermann, Frankfurt 2009, ISBN 978-3465040644